# Alto de Morgaír
Alto de Morgaír é uma montanha de Portugal localizada na freguesia de Gontim, no concelho de Fafe (ponto mais alto do concelho), com a altitude de 895,95 metros, onde se localiza a nascente do rio Vizela.